# Маг в законе
«Маг в законе» — фантастический роман в двух томах Генри Лайона Олди (Дмитрия Громова и Олега Ладыженского), впервые опубликованный в 2000 году. Особенностями романа являются авантюрно-разбойничий сюжет в сочетании с глубокими философскими размышлениями и тонким лиризмом.

## Сюжет
В романе изображён мир, где не было русско-японской войны и не было Первой мировой: вместо единой Германии в этом мире — несколько небольших германских государств. Такие внутренние враги, как революционеры, тоже отсутствуют. Российская империя избежала гибели в XX веке и является очень благополучной страной. Главный противник жандармского корпуса — маги, которые относятся к разным карточным мастям: пикам, трефам, бубнам, червям — и различаются по силе, как колода карт: шестёрка — не больше чем уличный злодей, а тузы совершают злодейства более масштабные, иногда даже на государственном уровне:15.
«Маг в законе» повествует об измельчании искусства, творчества. Искусство со временем стало ремеслом; утеряна фантазия, исчезли поиски нового. Учителя (Маги) передают ученикам знания не путём длительного обучения и совершенствования мастерства, а очень быстро, как бы производя отпечаток с матрицы, и этот отпечаток постепенно становится бледнее и бледнее. Маги — уже не волшебники, не потрясатели основ мироздания, они стали обычными уголовниками: конокрадами, контрабандистами, домушниками. Деятельность этих Магов в законе привлекла к себе внимание правоохранительных органов, и правительством создан Особый Облавной Корпус «Варвар», куда зачисляют сотрудников, не восприимчивых к волшебству.
Борьба между членами Корпуса и Магами в законе и лежит в основе сюжета романа. При этом главные герои — лучшие представители обеих профессий, и в романе изображено не обычное противостояние, а интеллектуальный поединок, конфликт двух мировоззрений. Особую яркость придаёт книге то, что в основе её архитектоники лежит карточная игра, а персонажи имеют карточные имена-обозначения. До самого конца романа остаётся неясным, кто именно останется в выигрыше.

## Художественные особенности
По мнению самих авторов, «Маг в законе» относится к жанру альтернативной истории, поскольку местный колорит романа, некоторые реалии вызывают ассоциации с жизнью Российской империи начала XX века. По мнению же литературоведа Игоря Чёрного, «Маг в законе» — это попытка создать условно-исторический лирико-философский роман. А в другой публикации Чёрный причисляет «Мага в законе» к такой разновидности фантастического детектива, как «магический» детектив. Критик Владимир Васильевский называет роман криптоисторико-мистическим. По утверждению Андрея Валентинова, роман Олди, «написанный на стыке альтернативной истории, фэнтези и утопии-антиутопии, прежде всего притча».
Уголовно-криминальные события в романе происходят на фоне широкой временно-пространственной панорамы (в Сибири, Крыму, Харькове). Панорама российской жизни рубежа веков красочна, дополнена мистическими мазками, придающими ей новые оттенки. Роману присущи масштабность, динамичный сюжет, живые персонажи, увлекательность и многоплановость.

## Проблематика
Как пишет В. Васильевский, в романе отображена трагедия учителя, который не может дать ученику больше того, чем обладает сам, так как учит только брать, ничего не отдавая взамен. Также присутствуют раздумья о соотношении Искусства и Закона.
А. Валентинов утверждает, что «Маг в законе» — «притча о Великой Державе и Маленьких Человеках, о том, как слепые ведут слепых, и том, что нет ничего нового — ни под солнцем, ни под луной». Он также указывает, что роман-притча Олди — «о слепой власти, слепом рвении слепых Государевых слуг — и о пропасти, куда неспешно, но неотвратимо движется Российская Атлантида».
По словам И. Чёрного, идейно-тематическое пространство «Мага в законе» составляет широкий диапазон понятий и конфликтов: Искусство и ремесленничество, Закон и преступление, Учитель и Ученик, Государство и отдельная личность, чувство и долг, Любовь, Творчество. Центральные в романе — тема творчества и связанный с ней комплекс проблем. Понятие «творчества» авторы трактуют многозначно, понимая под ним не только принадлежность к миру искусства и культуры, созидание чего-либо, но и способность вкладывать душу в то или иное своё занятие. Творческие натуры в романе — не только талантливая актриса Рашель Альтшуллер и её «крестник» поэт Фёдор Сохатин, но и цыган Друц, тонкий ценитель и знаток лошадей, и его «крестница» Акулина, ставшая учёным-биологом. Да и служение Зкаону «гения русского сыска» полковника Шалвы Джандиери представляет собой своего рода творчество — постоянный поиск новых и новых ходов в бесконечной игре «в сыщиков и воров».
В то же время, как отмечает И. Чёрный, Ученики в романе не только не превосходят Учителей, но и не достигают их уровня — они, по утверждению И. Чёрного, «питаются крупицами, объедками со стола Подлинной Магии». Олди подразумевают, что измельчение грозит всему, и превращают свою книгу в роман-предупреждение: по их мысли, пора опомниться и преодолеть дилентантизм во всех сферах жизни, возвратить дух творчества.